# Dimitrios Ewrijenis
Dimitrios Ewrijenis, gr. Δημήτριος Ευρυγένης (ur. 10 września 1925 w Salonikach, zm. 27 stycznia 1986 w Strasburgu) – grecki polityk, prawnik i nauczyciel akademicki, parlamentarzysta krajowy, sędzia Europejskiego Trybunału Praw Człowieka, od 1984 do śmierci poseł do Parlamentu Europejskiego II kadencji.

## Życiorys
Studiował prawo na Uniwersytecie Arystotelesa w Salonikach. Następnie został nauczycielem akademickim na tej uczelni, obronił doktorat i w 1961 objął stanowiska profesora. Specjalizował się w zakresie prawa międzynarodowego i europejskiego. Został założycielem i pierwszym redaktorem naczelnym czasopisma „Grecki Przegląd Prawa Europejskiego”, w 1977 utworzył centrum zajmujące się badaniami nad prawem europejskim i międzynarodowym (CIEEL).
W 1967 był sekretarzem generalnym w ministerstwie ds. północnej Grecji, zaangażował się w ruchy opozycyjne względem czarnych pułkowników. W 1968 został uwięziony, następnie zmuszony do emigracji i rezygnacji ze stanowiska uczelnianego. W 1974 był liderem listy wyborczej ugrupowania Unia Centrum – Nowa Siła (EK-ND), wybrano go wówczas do parlamentu kadencji 1974–1977. Później przeszedł do Nowej Demokracji. Od 1974 do 1975 zajmował stanowisko wiceministra edukacji narodowej i religii w rządzie Konstandinosa Karamanlisa. W 1977 został sędzią Europejskiego Trybunału Praw Człowieka, od 1982 zasiadał w komisji Narodów Zjednoczonych ds. likwidacji dyskryminacji rasowej.
W 1984 wybrany posłem do Parlamentu Europejskiego z listy ND, przystąpił do Europejskiej Partii Ludowej. Został wiceprzewodniczącym Komisji ds. Kwestii Prawnych i Praw Obywatelskich (1984–1986), należał także m.in. do Komisji ds. Instytucjonalnych. Zmarł nagle w trakcie kadencji.
Jego imieniem nazwano jedną z sal wydziału prawa salonickiego uniwersytetu.